# Virgilio Vasconi
Virgilio Vasconi (Brescia, 15 dicembre 1887 – Brescia, 16 dicembre 1963) è stato un allenatore di calcio italiano, nonché massaggiatore.
Appassionato organizzatore sportivo, nel 1911 fu tra i fondatori del Foot Ball Club Brescia, nel 1924-1925 dopo l'esonero di Imre Payer fu per qualche mese allenatore della squadra in commissione con Agostino Marzoli, Battista Pisa e Enrico Dall'Era, poi per circa trent'anni è stato lo stimato massaggiatore della società, considerato il "papà" di molte generazioni di rondinelle bresciane. Conosciuto oltre la cerchia provinciale per le sue abilità e per le "mani magiche", fu presente come massaggiatore ufficiale della Nazionale italiana di Ginnastica alle Olimpiadi di Parigi nel 1924 e alle Olimpiadi di Amsterdam nel 1928.